# Saint George, Antigua och Barbuda
Saint George är en parish i Antigua och Barbuda. Den ligger på ön Antigua i den norra delen av landet, 5 kilometer öster om huvudstaden Saint John's. Antalet invånare är 5 393. Arean är 24,4 kvadratkilometer.
Följande samhällen finns i Saint George:
- Sea View Farm
- Piggotts
- Carlisle